# Johan Nordlander-sällskapet
Johan Nordlander-sällskapet i Umeå är en förening för främjande av samarbete mellan humanistiska yrkes- och fritidsforskare med inriktning på frågor om Norrland.
Sällskapet har sitt namn efter läraren, etnologen och historikern Johan Nordlander (1853–1934) som forskade kring ortnamn, etnologi och historia.
Det bildades 1979 och har omkring 500 medlemmar.

## Ordförande
- Karl-Hampus Dahlstedt (1979–1984)
- Lars-Göran Tedebrand (1984–2000)
- Lars-Erik Edlund (2000– )

## TidskriftenOknytt
Johan Nordlander-sällskapet ger sedan 1980 ut den periodiska tidskriften Oknytt, två gånger per år. Dessutom publiceras två skriftserier.

## Johan Nordlander-sällskapets pris
Johan Nordlander-sällskapet har sedan 1989 årligen delat ut ett pris för framstående norrländsk kulturforskning. Priset är ett diplom samt 5 000 kronor.

### Pristagare
- 1989 – Johannes Nahlén
- 1990 – Margareta Grafström
- 1991 – Lars Ericsson och Lars Thomasson
- 1992 – Åke Hanæus
- 1993 – Simon Johansson
- 1994 – Olof Hederyd
- 1995 – Leif Grundberg
- 1996 – Kjell E. G. Söderberg
- 1997 – Elsa Lagevik
- 1998 – Ulf Lundström
- 1999 – Lars Rumar
- 2000 – Claes Rosenqvist
- 2001 – Cuno Bernhardsson
- 2002 – Bengt Martinsson
- 2003 – Harry Mohlund
- 2004 – Maj-Britt Hedlund
- 2005 – Per Tingbrand
- 2006 – Gudrun F. Brännberg
- 2007 – Bo Johansson
- 2008 – Hervor Sjödin
- 2009 – Filip Gerhardsson
- 2010 – Erik J. Bergström
- 2011 – Kerstin Johansson
- 2012 – Maj-Lis Skaltje
- 2013 – Tage Lundqvist
- 2014 – Siv Rehn
- 2015 – Bo Lundmark
- 2016 – Ulrika Bodén och Erik Jonsson
- 2017 – Bertil Öhman och Stig-Axel Ericsson
- 2018 – Sara Parkman och Samantha Ohlanders
- 2019 – Åke Berggren
- 2020 –	Irma Ridbäck
- 2021 –	Eskil och Gertrud Dagman, Åsele
- 2022 – Ewa Ljungdahl
- 2023 – Mats Rolén